# Letiště Londýn-Biggin Hill
Letiště Londýn-Biggin Hill (IATA: BQH, ICAO: EGKB; anglicky: London Biggin Hill Airport) je malé letiště poblíž Biggin Hill v londýnském obvodu Bromley.

## Historie
Letiště bylo otevřeno v roce 1917 jako komunikační centrum. Mezi světovými válkami bylo letiště používáno různými experimentálními jednotkami. Mezi lety 1929 - 1932 na letišti proběhla rekonstrukce, byl postaven mj. i nový hangár.

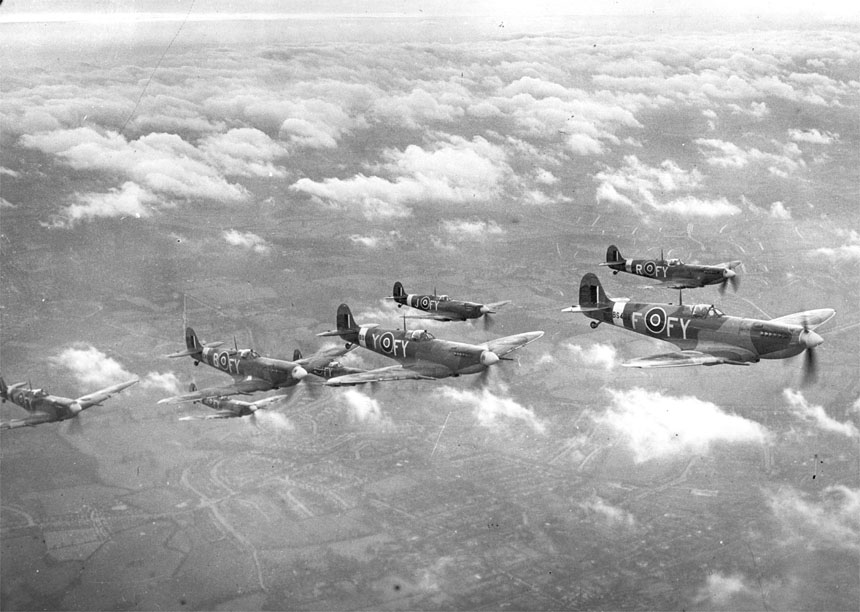
Letka Spitfirů 611. peruti ze základny RAF Biggin Hill v roce 1943

V době druhé světové války sloužilo letiště jako důležitá základna Royal Air Force (RAF) a bylo jedním z velitelských stanovišť bitvy o Británii. Na tomto letišti měly základnu letadla typu Supermarine Spitfire i Hawker Hurricane. Podle údajů bylo letouny startujícími v Biggin Hill zničeno přes 1 400 nepřátelských letadel. Vzhledem ke své důležitosti se letiště samo stalo terčem. Mezi srpnem 1940 a lednem 1941 bylo letiště napadeno dvanáctkrát. Během nejhoršího útoku byly zničený dílny, sklady, kasárna a hangár a na zemi bylo zabito 39 lidí.
Po válce se stalo centrem výcviku velitelů a posádek RAF. Z důvodu uzavření blízkého croydonského letiště v Croydonu v roce 1956 byla většina letů z tohoto letiště převedena na Biggin Hill, a to se tak stalo civilním i vojenským letištěm. Letiště v Croydonu bylo definitivně uzavřeno v roce 1959 a ve stejném roce byl na Biggin Hill ukončen vojenský provoz.
Na konci roku 1963 jednala Rada Orpingtonu (na jehož hranicích letiště leželo) o možné koupil Biggin Hillského letiště. Po začlenění letiště do obvodu Bromley vznikla řada vleklých jednání. O věci z velké části rozhodovalo britské Ministerstvo průmyslu a obchodu. Na zvláštním zasedání 15. června 1972 Rada konečně rozhodla o koupi letiště, která byla uskutečněna v roce 1974. V květnu 1994 bylo letiště pronajato společností Biggin Hill Airport Limited, která je sesterskou společností Regional Airports Ltd, která v současnosti letiště spravuje.
Centrum výcviku pilotů RAF bylo uzavřeno v roce 1992. Od té doby je Biggin Hill rušným civilním letištěm, i když zde nejsou pravidelné linky.

## Charakter letiště

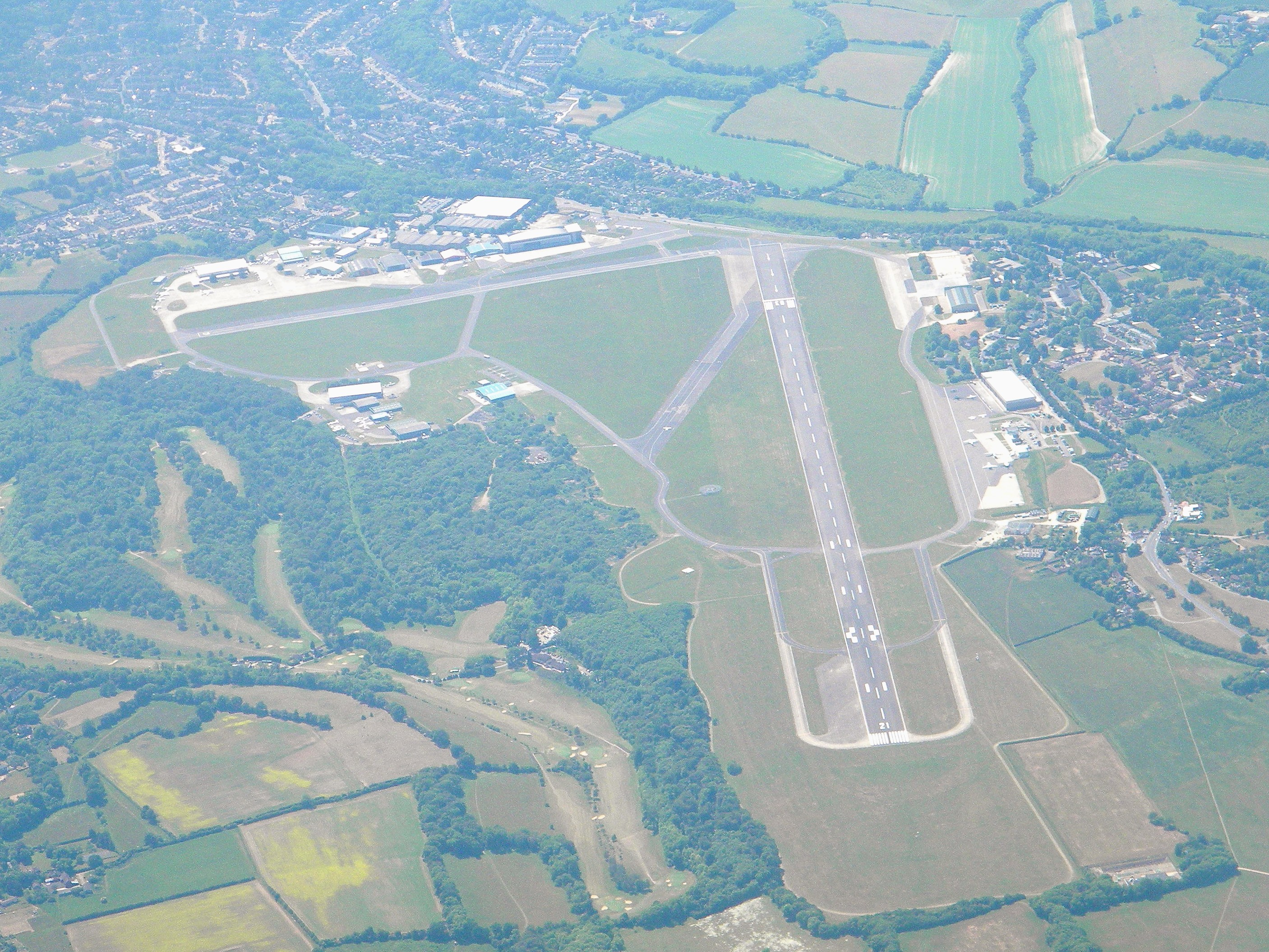
Pohled na letiště (2011)

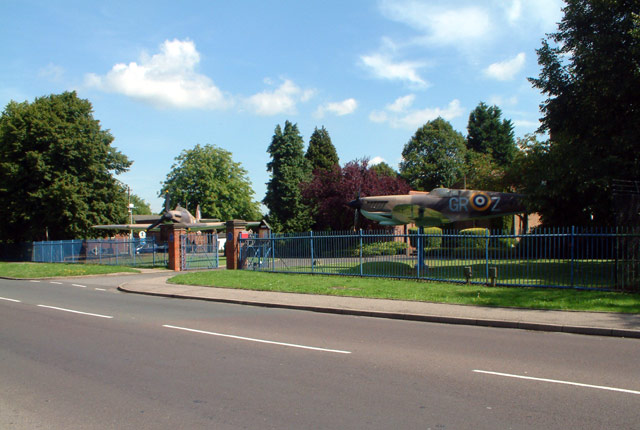
Modely letounů Spitfire a Hurricane před kaplí sv. Jiří u letiště Biggin Hill

Letiště Biggin Hill se nachází na vrchu stejnojmenného kopce ve výšce 182 m n. m., východně od silnice A233 ve směru Bromley – Westerham a 1,6 km severně od města Biggin Hill. K severozápadnímu obvodu letiště přiléhá malá vesnička Leaves Green.
Letiště má dvě vzletové a přistávací dráhy – hlavní dráha ve směru sever-jih nese označení 03/21 a má rozměry 1802 x 45 metrů. Vedlejší dráha 11/29 ve směru východ-západ má rozměry 792 x 18 metrů a s hlavní dráhou tvoří písmeno "L".

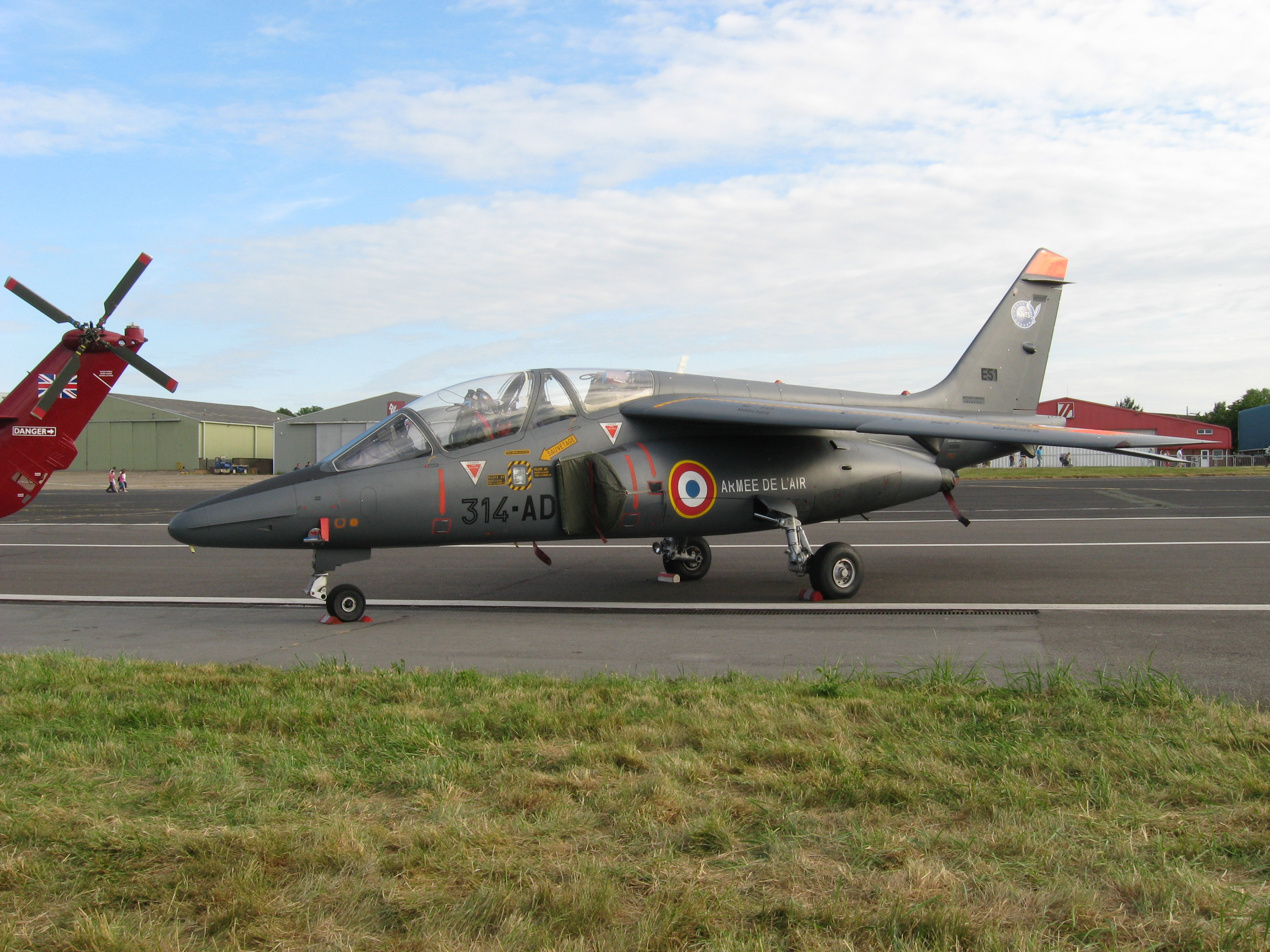
Letoun Alpha Jet na mezinárodním leteckém veletrhu Biggin Hill

Hlavní přistávací dráha je použitelná až pro letadla do velikosti typu Boeing 737 / Airbus A320, v jednom směru je vybavena ILS; služby řízení letového provozu poskytuje řízeným letům přibližovací služba letiště London City, místní věž obsluhuje pouze VFR lety. Hlavními klienty tohoto letiště jsou malá letadla, charterová letadla, soukromá letadla obchodníků a letecké školy, které zde sídlí.
RAF má v současnosti na letišti malou část své letecké flotily. U letiště se nachází kaple sv. Jiří s přilehlými zahradami a několik modelů letounů. V areálu letiště dále stojí několik starých kasáren, bývalá správní budova, bývalý letecký úřad atd.
Na letišti se nachází terminál pro cestující, který se nachází na odbočce ze silnice A233 v Leaves Green. Terminál má moderní vybavení, menší odbavovací salón, dva VIP a jeden kongresový salónek, licencovaný café bar, celní a imigrační zařízení, toalety, parkoviště a podobně. Na letišti se také nachází parkoviště a kontrolní věž.

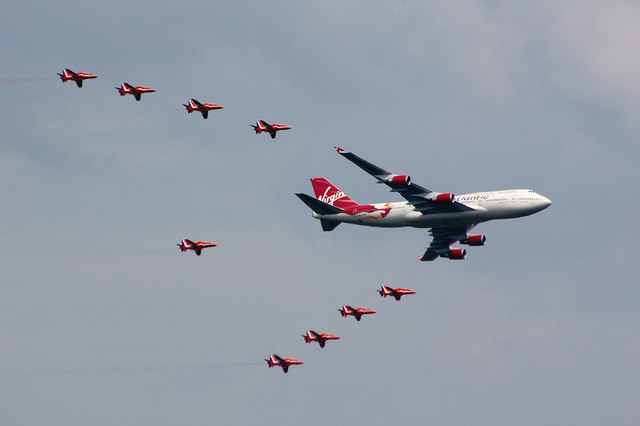
Letecký den v roce 2009

Biggin Hill je každoročně 15. září místem leteckého dne při příležitosti výročí Bitvy o Británii, Battle of Britain Day. Na letišti také každoročně probíhá největší letecký veletrh v Evropě a jeden z největších na světě - Biggin Hill International Air Fair.
Letiště se několikrát objevilo v televizích – např. ve filmu Šifra mistra Leonarda, v několika seriálech a také v klipu k albu Ummagumma skupiny Pink Floyd.

## Mimořádné události a havárie
- 18. června 1951 je zapsán černě do historie RAF Biggin Hill. Asi 100 m od letiště se zřítily 3 letouny Meteor a jejich tři piloti - Gordon McDonald, seržant Kenneth Clarkson a velitel Phillip Sanderman - nehodu nepřežili.
- 17. května 1977 došlo nad letištěm ke srážce helikoptéry Bell 206 s letounem De Havilland Tiger Moth. Tiger Moth nakonec přistál, ale Bell 206 havaroval a nehodu nepřežilo všech pět lidí na palubě.
- 21. září 1980 v Biggin Hill havaroval při letecké show letoun Douglas A-26 Invader (registrovaný N3710G). Pilot a všech 7 cestujících zemřelo při pádu letounu do údolí. Úřad pro civilní letectví po této nehodě vydal pravidla k pořádání leteckých ukázek.
- 2. června 2001 se letoun de Havilland Vampire zřítil během letecké show. Oba piloti přišli o život. De Havilland Vampire letěl spolu s de Havilland Sea Vixen a za příčinu neštěstí se pokládá pravděpodobné smetení Vampira proudem z motoru většího letadla.
- 3. června 2001 havarovalo během letecké show letadlo Bell P-63 Kingcobra. Pilot letadla zahynul.
- 30. března 2008 z letiště Biggin Hill vzlétlo letadlo Cessna Citation 501. Krátce po vzletu nahlásil pilot letadla kontrolní věži nečekané vibrace v motoru a při pokusu o návrat na letiště se letoun zřítil na skupinku domů v Romsey Close, Farnborough. Všech 5 osob na palubě zahynulo. Vyšetřování dospělo k závěru, že oba motory letadla byly během krátkého letu vypnuty (omylem nebo chybou stroje). Mezi zemřelými byl také komentátor TV stanice Eurosport a také závodní řidič David Leslie a bývalý řidič soutěže 24 hodin Le Mans Richard Lloyd.
- 18. srpna 2009 narazilo letadlo Piper Cherokee do stromů školní zahrady v Bromley, když se pokoušelo po poruše motoru přistát v Biggin Hill. Pilot student vyvázl s lehkými zraněními. Podle vyšetřování mohl za havárií stát zmrzlý karburátor.